# Pukánszky Béla (irodalomtörténész)
Pukánszky Béla (Pozsony, 1895. december 22. – Budapest, 1950. október 26.) irodalomtörténész, egyetemi tanár, a Magyar Tudományos Akadémia tagja.

## Életpályája
Pukánszky Béla és Günther Mária fiaként született. Egyetemi tanulmányait az Eötvös Collegium tagjaként Budapesten végezte, utána német nyelvi lektorként működött. 1927-től magántanár, 1936-tól a budapesti Pázmány Péter Tudományegyetemen a német irodalomtörténet tanára volt. 1932-ben az MTA levelező tagja lett. 1941. április 26-án a debreceni Tisza István Tudományegyetem német tanszékének élére nevezték ki, és haláláig a debreceni egyetem professzora maradt. Német irodalomtörténetet és német nyelvtant tanított. Az 1947/48-as tanévben a bölcsészettudományi kar dékánja, a következő tanévben az egyetem rektora volt. 1947-től felesége, Pukánszkyné Kádár Jolán levéltárnok, a neves színháztörténész is előadásokat tartott az egyetemen.
1949-ben megfosztották akadémiai tagságától, és azt csak negyven évvel később – jóval halála után –, 1989-ben állították vissza.
Pukánszky Béla egyik legfőbb érdeme, hogy a tudomány megkaphatta a magyarországi német irodalom történetének rendszeres feldolgozását. A példás körültekintéssel kidolgozott mű biztos alapul és szilárd kiindulópontul szolgált minden további részletes kutatás számára.

## Főbb munkái
- Herder hazánkban (Budapest, 1918)
- A magyarországi német irodalom története (Budapest, 1926) → új kiadás: Attraktor kiadó, 2002, ISBN 9789632026190
- A százéves magyar irodalomtudomány (Szeged, 1928)
- A német irodalom kis tükre (Budapest, 1930)
- Hegel és magyar közönsége (Budapest, 1932)
- A mai osztrák irodalom (Budapest, 1937)
- Német polgárság magyar földön (Budapest, 1940)
- Erdélyi szászok és magyarok (Budapest, 1942)

## Külső hivatkozások
- Koszó János: Recenzió A mai osztrák irodalom c. munkájáról (pdf). Irodalomtörténeti Közlemények, 1937. (Hozzáférés: 2011. április 25.)
- Fénykép Pukánszky Béla irodalomtörténész eskütételéről. Debreceni Egyetem, 1941. május 10. (Hozzáférés: 2011. április 25.)[halott link]